# Apeadero de São Bartolomeu
Nota: No confundir con la Estación de Messines-Alte, en la Línea del Sur, que sirve a la localidad de São Bartolomeu de Messines, ni con la Estación de São Bartolomeu da Serra, en la Línea de Sines.
El Apeadero de São Bartolomeu fue una plataforma ferroviaria de la Línea del Algarve, que estaba situada en la ciudad de Olhão, en Portugal.

## Historia
Este apeadero se situaba en el tramo entre Faro y Olhão, que entró en explotación el 1 de mayo de 1904.